# CryoSat-2
CryoSat-2 és un satèl·lit d'investigació ambiental de l'Agència Espacial Europea que va ser llançat a l'espai a l'abril de 2010. Proveeix als científics amb dades sobre els casquets polars i registra els canvis en el gruix del gel amb una resolució d'1,3 cm. Aquesta informació és útil per al seguiment del canvi climàtic. El Cryosat 2 va ser fabricat com a substitució del CryoSat-1, ja que el coet transportador Rókot no va assolir l'òrbita. L'ESA va construir un satèl·lit de substitució, amb millores de programari i major capacitat de la bateria, amb un radar telèmetre interferomètric amb dues antenes que mesuren la diferència d'altura entre el gel flotant i l'aigua lliure. El CryoSat-2 és operat com a part del programa CryoSat per estudiar els casquet polars de la Terra, que al seu torn és part del programa Living Planet. La nau espacial CryoSat-2 va ser fabricat per EADS Astrium, i va ser llançat per ISC Kosmotras, utilitzant un coet transportador Dnepr-1, el 8 d'abril de 2010. El 22 d'octubre de 2010, el CryoSat-2 va ser declarat operacional després de sis mesos de proves en òrbita.